# ديك جوي
ديك جوي (بالإنجليزية: Dick Joy)‏ هو مقدم برامج إذاعية وممثل أمريكي، ولد في 28 ديسمبر 1915، وتوفي في 31 أكتوبر 1991.

## وصلات خارجية
- ديك جوي على موقع IMDb (الإنجليزية)